# Herb gminy Chodzież
Herb gminy Chodzież – jeden z symboli gminy Chodzież, ustanowiony 28 sierpnia 1996.

## Wygląd i symbolika
Herb przedstawia na tarczy w polu białym w górnej części czarny napis „GMINA”, pod nim pas zielonych drzew leśnych i pas wody. Przed oboma elementami z prawej strony tarczy umieszczono wizerunek ceglastoczerwonej bramy z trzema wieżami oraz otwartymi wrotami (element z herbu Chodzieży). Przed bramą w lewej dolnej części tarczy znajduje się natomiast wizerunek pól uprawnych w trzech odcieniach zieleni z żółtym kłosem zboża oraz czarny napis „CHODZIEŻ”.